# Zygodontomys brevicauda
Espèce
Statut de conservation UICN

 LC  : Préoccupation mineure
Zygodontomys brevicauda est une espèce de rongeur de la famille des Cricétidés.
Cette espèce a été identifiée comme réservoir du virus (Guanarito) de la fièvre hémorragique du Venezuela.